# بروکستون (مینه‌سوتا)
بروکستون، مینه‌سوتا (به انگلیسی: Brookston, Minnesota) یک شهر در ایالات متحده آمریکا است که در مینه‌سوتا واقع شده‌است.

## خصوصیات
بروکستون ۱٫۴۲ کیلومترمربع مساحت و ۱۴۱ نفر جمعیت دارد و ۳۷۴ متر بالاتر از سطح دریا واقع شده‌است.